# Blåskæg
Blåskæg (Caryopteris) er en planteslægt, der er udbredt med ca. 10 arter i Østasien. Det er løvfældende og flerårige urter, halvbuske eller buske med opret eller klatrende vækst. Skuddene er tynde og hule med modsat stillede blade. Bladene er hele og har hel eller tandet rand, ofte med blanke kirtler. Blomsterne er samlet i små stande, der sidder i bladhjørnerne. De enkelte blomster er uregelmæssige med 4-6 sammenvoksede bægerblade og 5 sammenvoksede kronblade, som er blå eller lavendelblå. Frugterne er delefrugter, der som regel bliver til 4 nødder.
| Beskrevne arter |

- Violblåskæg (Caryopteris incana)

| Hybrider |

- Mørk blåskæg (Caryopteris x clandonensis)

| Andre arter |

- Caryopteris mongholica
- Caryopteris tangutica